# Thunder (Gabry Ponte, Lumix e Prezioso)
Thunder è un singolo del disc jockey e produttore italiano Gabry Ponte, del produttore austriaco Lum!x e del disc jockey italiano Prezioso, pubblicato il 7 maggio 2021.

## Descrizione
Secondo un comunicato stampa, la canzone contiene «percussioni drammatiche e una voce femminile uptempo» e «il ritmo è calato nel caratteristico stile a terzine». È composto in chiave di Si bemolle minore, con un tempo di 135 battiti per minuto.

## Tracce
1. Thunder – 2:40

Extended Mix
1. Thunder (Extended Mix) – 3:37

## Formazione
Crediti adattati da Tidal.
- Andrea Di Gregorio – produzione, testo e musica
- Cristiano Cesario – produzione, testo e musica
- Gabry Ponte – produzione, testo e musica, programmazione
- Lum!x – produzione, programmazione
- Marco Quisisana – produzione, testo e musica
- Prezioso – produzione, testo e musica, programmazione
- Daniele Mattiuzzi – mastering, missaggio
- Shibui – voce
- Alessandro Hueber – testo e musica
- Fatin Shady Cherkaoui - testo e musica
- Lorenzo Ohler – testo e musica

## Classifiche

### Classifiche settimanali
| Classifica (2021–22) | Posizione massima |
| -------------------- | ----------------- |
| Austria              | 36                |
| Belgio (Fiandre)     | 4                 |
| Belgio (Vallonia)    | 5                 |
| Danimarca            | 18                |
| Francia              | 18                |
| Germania             | 79                |
| Italia               | 42                |
| Norvegia             | 5                 |
| Paesi Bassi          | 14                |
| Polonia              | 24                |
| Repubblica Ceca)     | 36                |
| Slovacchia           | 100               |
| Svezia               | 7                 |
| Svizzera             | 20                |

### Classifiche di fine anno
| Classifica (2021) | Posizione |
| ----------------- | --------- |
| Norvegia          | 17        |
| Paesi Bassi       | 84        |
| Svezia            | 33        |
| Svizzera          | 68        |
| Classifica (2022) | Posizione |
| Austria           | 52        |
| Norvegia          | 23        |
| Paesi Bassi       | 81        |
| Svezia            | 60        |
| Svizzera          | 26        |

## Riconoscimenti
- SIAE Music Awards
  - 2023 – Canzone online[35]